# Max Rüh
Max Rüh (* 11. Februar 1875 in Neustrelitz; † unbekannt) war ein deutscher Handwerker und Politiker.

## Leben
Rüh hatte wohl in Berlin Maurer gelernt. Er war Abgeordneter der SPD in der Verfassunggebenden Versammlung von Mecklenburg-Strelitz. Nach seiner Zeit als Abgeordneter betrieb er zusammen mit Verwandten ein Baugeschäft in Neubrandenburg.